# Circuit d'Estoril
Pour les articles homonymes, voir Estoril (homonymie).
Le circuit d'Estoril est un circuit automobile de 4,182 km situé à Estoril près de Lisbonne, au Portugal. Il a accueilli le Grand Prix automobile du Portugal de 1984 à 1996.
Construit en 1972 sur un plateau rocheux non loin d'Estoril, au Portugal, sa longueur initiale était de 4,350 km. Le circuit comporte treize virages dont deux épingles, des variations d'élévation importantes et une longue ligne droite de 985 mètres.
Durant ses premières années, le circuit a vu de nombreuses courses de niveau national ainsi que quelques courses de Formule 2. Il est rapidement tombé en désuétude après que la société propriétaire a été reprise par l'État entre 1975-1978. Un important effort de réaménagement a été nécessaire pour que des épreuves de niveau international puissent s'y dérouler à partir de 1984.
Le Grand Prix d'Estoril de Formule 1 est devenu populaire, grâce notamment à quelques événements qui resteront dans l'histoire, comme la première victoire en F1 d'Ayrton Senna en 1985, le drapeau noir de Nigel Mansell, en 1989, qui a ensuite percuté Senna, le quasi-flip arrière de Riccardo Patrese qui avait percuté la Mclaren Honda de Gerhard Berger sur la grande ligne droite des stands en 1992, et le dépassement d'anthologie de Jacques Villeneuve sur Michael Schumacher au dernier virage en 1996.
Au fil des années, Estoril a connu de nombreux problèmes relatifs à la sécurité, échouant aux inspections de sécurité à plusieurs occasions. De nombreuses équipes choisissaient ce circuit pour y faire leurs essais hivernaux. L'épreuve d'Estoril a été retirée du calendrier de F1 lors de la saison 1997, le circuit a continué à accueillir des épreuves de haut niveau en monoplace, voiture de sport, voiture de tourisme, avec de grands événements, dont le Championnat FIA GT, le DTM et la World Series by Renault. Le Moto GP s'y est rendu de 2000 à 2012.
Le 23 octobre 2005, le circuit d'Estoril a accueilli la troisième épreuve de l'édition 2005-2006 du championnat A1 Grand Prix, nouveau à ce jour, avec deux courses gagnées par l'équipe de France.

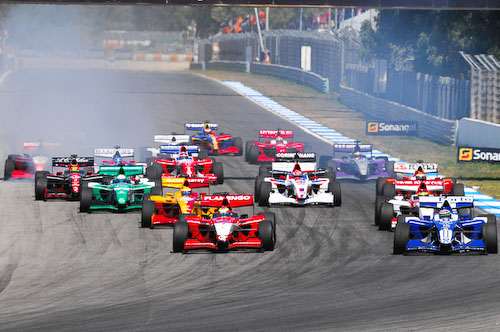
Départ de la course 2 de la 4e manche de Superleague 2009 le 6 septembre 2009, remportée par Álvaro Parente représentant le FC Porto.
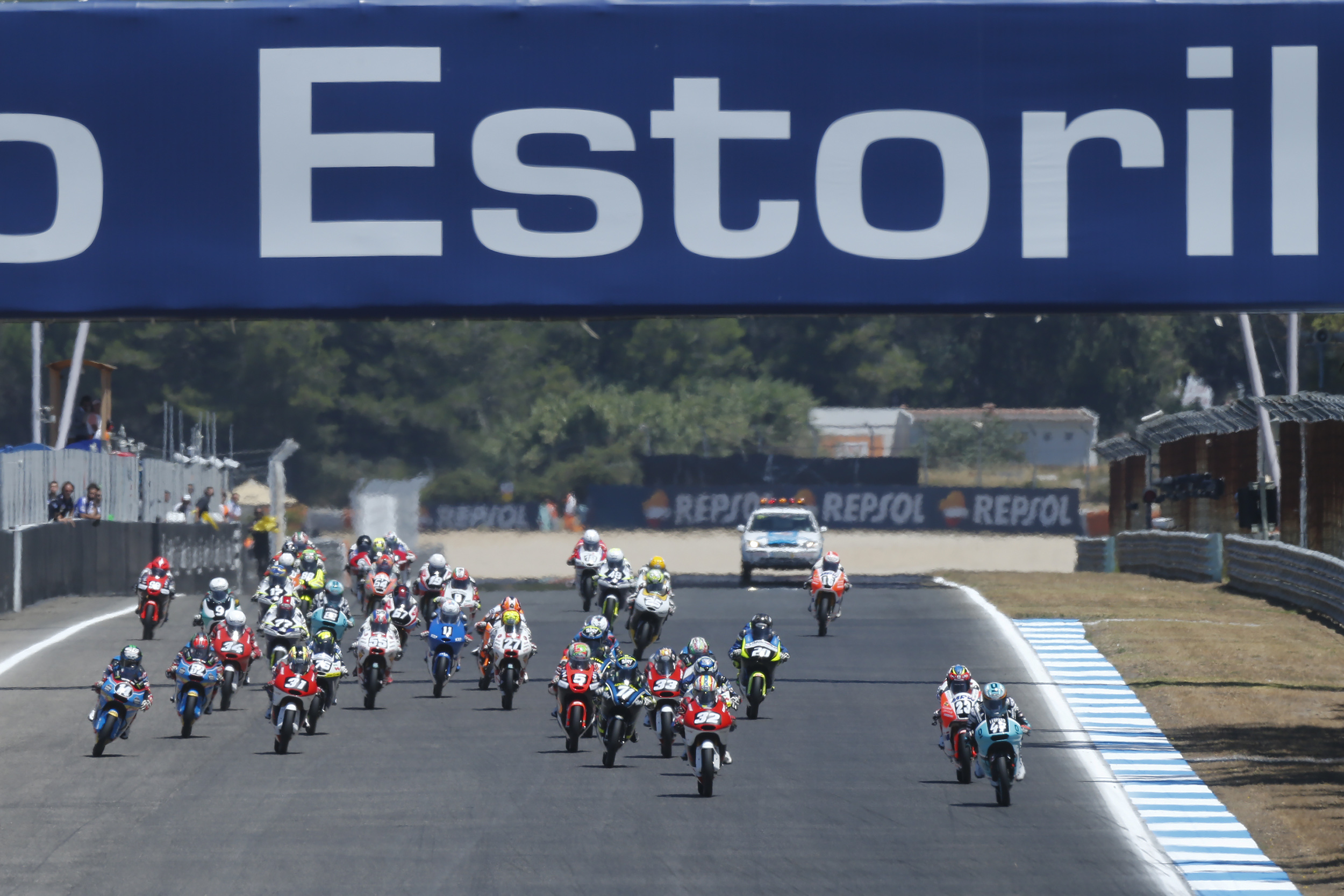
Grand Prix de Moto3 sur le circuit d'Estoril.
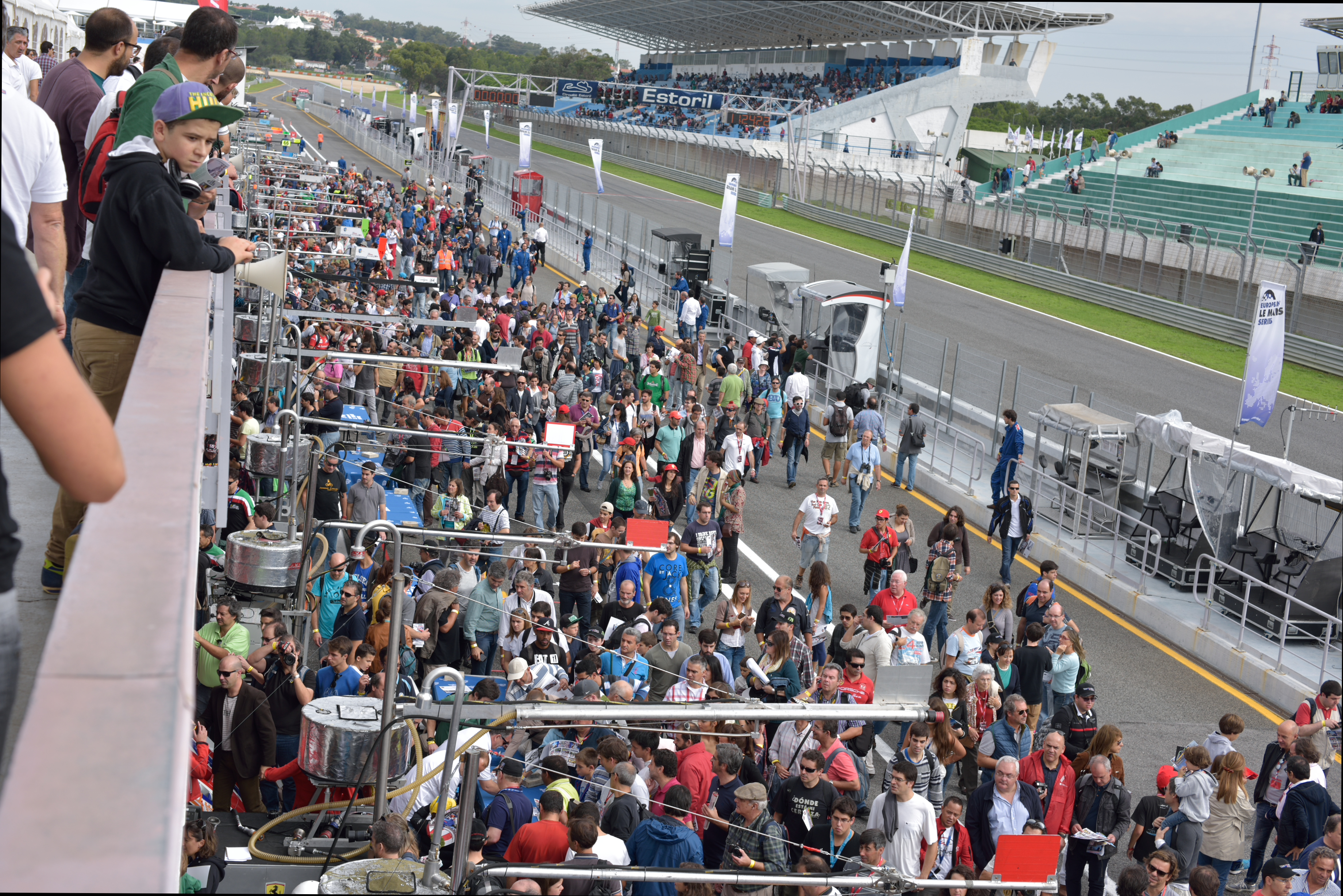
Les stands du circuit d'Estoril ouverts au public.
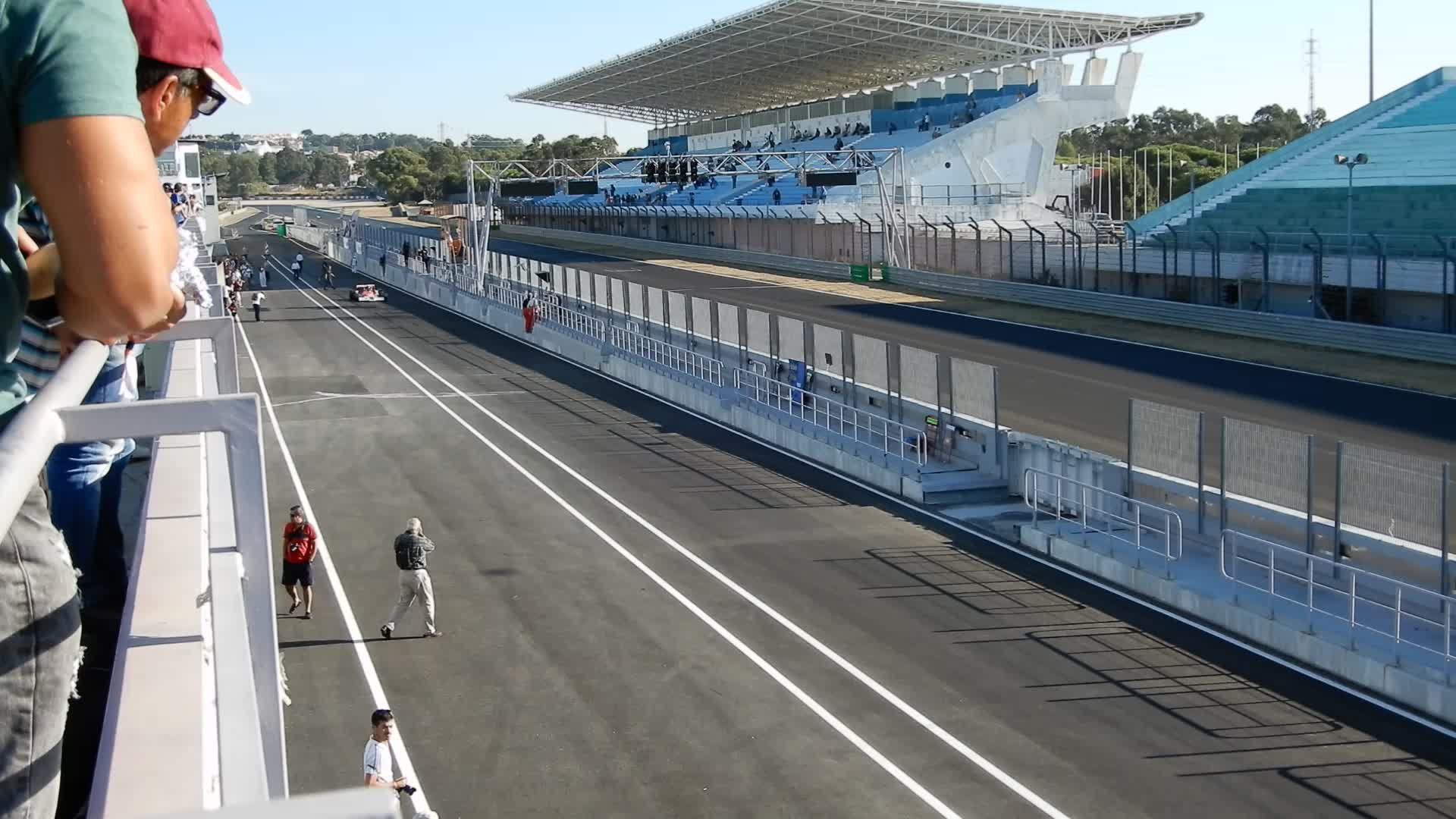
Grand Prix de Formule 1 Classic en 2018.
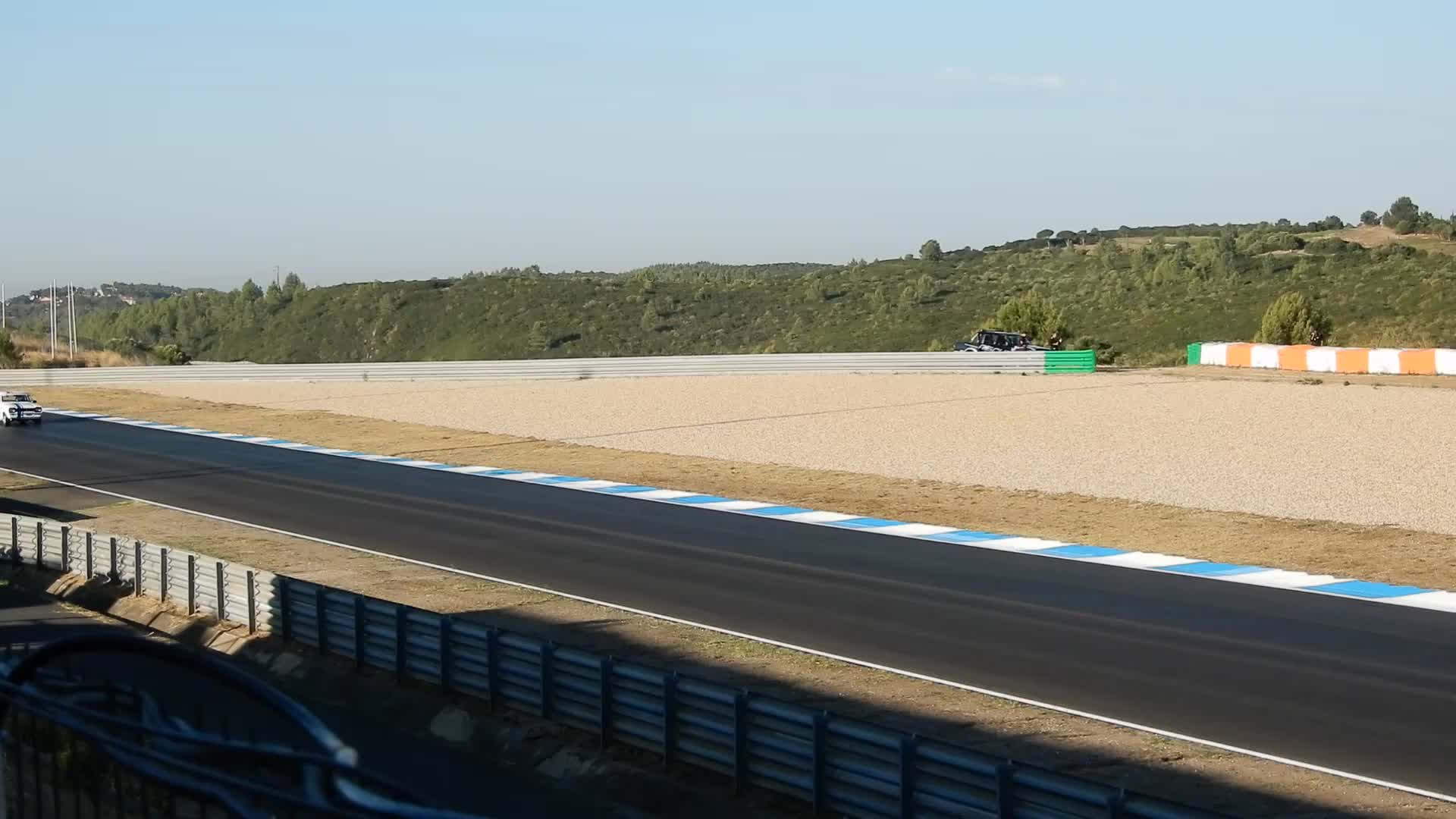
Essais libres de voitures de tourisme Classic : ici, une Ford Escort Mark I.
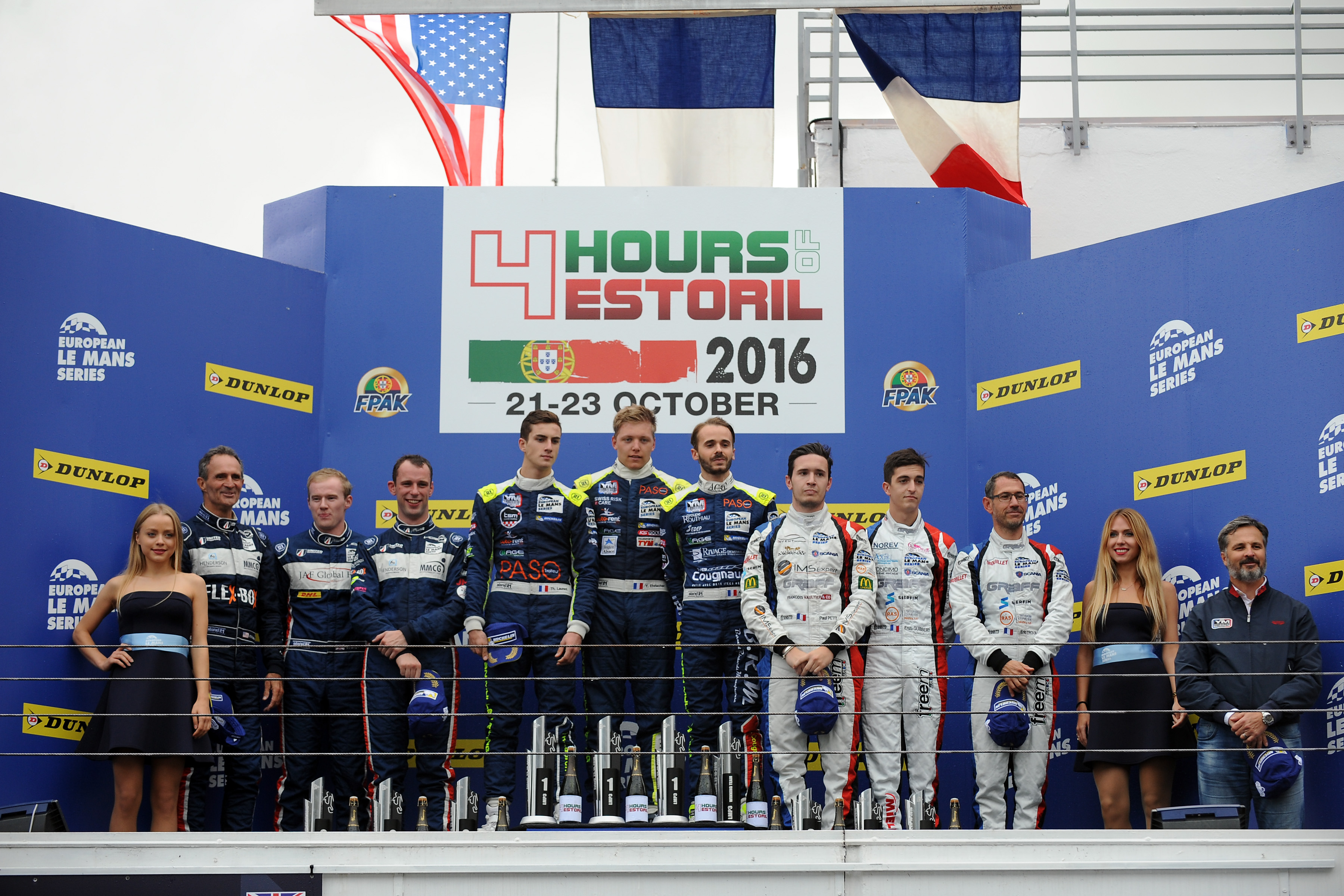
Podium de la catégorie LMP3 des 4 Heures d'Estoril 2016, avec Yvan Muller en invité tout à droite.